# Войници
Войници (болг. Войници) — село в Болгарии. Находится в Монтанской области, входит в общину Монтана. Население составляет 81 человек.

## Политическая ситуация
Войници подчиняется непосредственно общине и не имеет своего кмета.
Кмет (мэр) общины Монтана — Златко Софрониев Живков (независимый) по результатам выборов.